# Die, Mommie, Die!
Die, Mommie, Die! to amerykański film fabularny z 2003 roku, napisany przez Charles Buscha oraz wyreżyserowany przez Marka Ruckera. Stanowi satyryczne spojrzenie na kino lat 50. i 60., w tym thriller Co się zdarzyło Baby Jane? i dzieła klasy "B". W filmie w rolach głównych wystąpili Busch, Frances Conroy, Natasha Lyonne, Jason Priestley i Philip Baker Hall. W 2007 na kanwie obrazu powstała sztuka sceniczna.

## Opis fabuły
Zapomniana gwiazda piosenki Angela Arden zabija swojego znienawidzonego małżonka, by ułożyć sobie życie z kochankiem. O zbrodnię podejrzewają ją egoistyczna córka, homoseksualny syn oraz skrywająca własne sekrety służąca.

## Obsada
- Charles Busch − Angela Arden/Barbara Arden
- Jason Priestley − Tony Parker
- Frances Conroy − Bootsie Carp
- Philip Baker Hall − Sol Sussman
- Stark Sands − Lance Sussman
- Natasha Lyonne − Edith "Edie" Sussman
- Victor Raider-Wexler − Sam Fishbein
- Nora Dunn − Shatzi Van Allen
- Stanley DeSantis − Tuchman
- Christopher McDaniel − przystojny pracownik firmy transportowej
- Josh Hutchinson − policjant

## Odbiór
Film został pozytywnie oceniony przez krytyków. Agregujący recenzje filmowe serwis Rotten Tomatoes, w oparciu o sześćdziesiąt pięć omówień, okazał obrazowi 64-procentowe wsparcie. Ocena opatrzona jest komentarzem: "Ta teatralna produkcja posiada wystarczająco dużo zabawnych sekwencji, by w pełni działać".

## Nagrody i wyróżnienia
- 2004, GLAAD Media Awards:
  - nominacja do nagrody GLAAD Media w kategorii wybitny film − ograniczona dystrybucja[2]
- 2004, Glitter Awards:
  - nagroda Glitter w kategorii najlepszy film fabularny − gejowskie kino niezależne[2]
- 2003, Sundance Film Festival:
  - Specjalna Nagroda Jurorów w kategorii najlepszy film dramatyczny (Charles Busch)[2]
  - nominacja do Głównej Nagrody Jurorów w kategorii najlepszy film dramatyczny (Mark Rucker)[2]
- 2003, Miami Gay and Lesbian Film Festival :
  - Nagroda Jurorów w kategorii najlepszy fikcyjny film fabularny (wyróżniony: Mark Rucker)[2]
- 2003, Montréal World Film Festival:
  - nagroda Golden Zenith w kategorii najlepszy film amerykański (Mark Rucker)[2]